# Gassin-Sirgui
Pour les articles homonymes, voir Gassin (homonymie).
Gassin-Sirgui est une localité située dans le département de Koumbri de la province du Yatenga dans la région Nord au Burkina Faso.

## Santé et éducation
Le centre de soins le plus proche de Gassin-Sirgui est le centre de santé et de promotion sociale (CSPS) de Koumbri tandis que le centre hospitalier régional (CHR) se trouve à Ouahigouya.
Le village ne possède pas d'école primaire.